# Mamestra velutina
Mamestra velutina là một loài bướm đêm trong họ Noctuidae.